# Фінал Ліги Європи УЄФА 2015

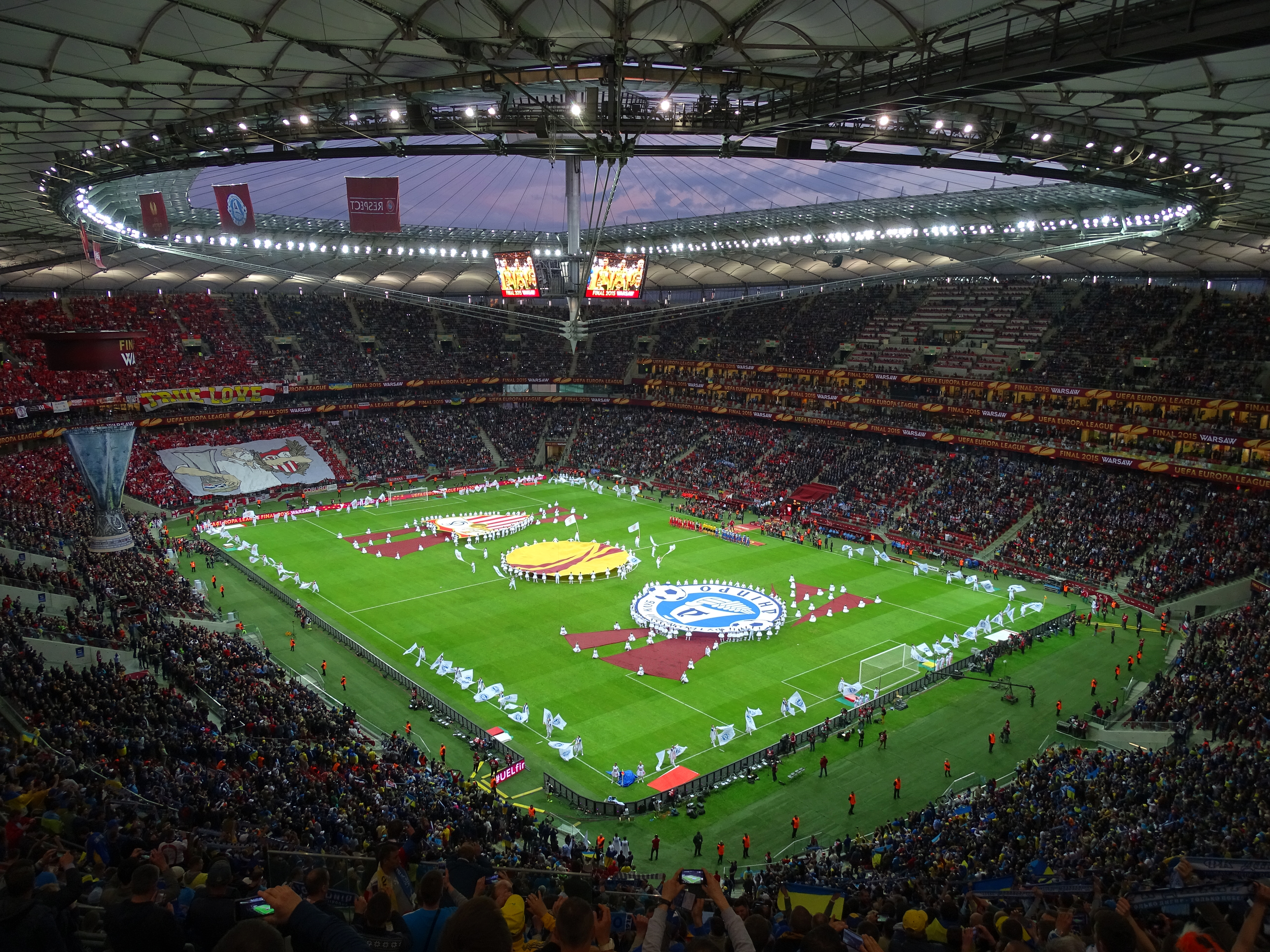
Урочисте відкриття фіналу Ліги Європи УЄФА 2015. Варшава, стадіон "Народови", 27 травня 2015 року

Фіна́л Лі́ги Євро́пи УЄФА́ 2015 — фінальний матч Ліги Європи УЄФА сезону 2014—2015, 44-го сезону другого за престижністю європейського клубного футбольного турніру, організованого УЄФА, а також 6-го сезону у форматі Ліги Європи УЄФА після реорганізації з Кубка УЄФА. Гра відбулась 27 травня 2015 року на «Національному стадіоні» у Варшаві (Польща), де зустрілись український «Дніпро» та багаторазова володарка титулів іспанська «Севілья». «Севілья» виграла матч з рахунком 3—2, здобувши рекордний четвертий титул.
Як переможець, «Севілья» отримала право зіграти проти переможця Ліги чемпіонів УЄФА 2014—2015 в Суперкубку УЄФА 2015. Також іспанський клуб вперше автоматично виступатиме в Лізі чемпіонів УЄФА 2015—16, не зважаючи на те, що він не кваліфікувався за підсумками національного чемпіонату. Він гарантовано проходить в раунд плей-офф, в той час, як фіналісти Ліги чемпіонів 2015 («Ювентус» та «Барселона») вже пройшли туди за підсумками національних чемпіонатів, тому їх місця як фіналістів Ліги чемпіонів не будуть використовуватися.

## Місце зустрічі
«Національний стадіон» в Варшаві був оголошений місцем проведення фіналу на засіданні Виконавчого комітету УЄФА 23 травня 2013 року. Це був перший фінальний клубний матч УЄФА, проведений в Польщі.

## Передісторія
«Дніпро» вперше потрапив до фіналу європейських клубних турнірів. А також став другою українською командою, що досягла фіналу Кубку УЄФА/Ліги Європи, після донецького «Шахтаря», який переміг «Вердер» у фіналі 2009 року в Стамбулі, і третьою українською командою, що зіграла у фіналі європейських клубних турнірів, після донецького «Шахтаря» і київського «Динамо», який виграв у двох фіналах Кубку володарів кубків УЄФА у 1975 та 1986 роках.
Для «Севільї» це був четвертий фінал Кубку УЄФА/Ліги Європи, при цьому вона вигравала у всіх трьох попередніх фіналах (у 2006, 2007 та 2014 роках). За результатами гри «Севілья» стала рекордсменом турніру, випередивши «Ювентус», «Інтернаціонале» і «Ліверпуль».
Команди-учасниці матчу ніколи до цього не зустрічалися у клубних змаганнях УЄФА.

## Шлях до фіналу
Примітка: У таблиці рахунок фіналіста наведений першим (В = вдома; Г = в гостях).
| Команда        | І | В | Н | П | ЗМ | ПМ | РМ | О  |
| -------------- | - | - | - | - | -- | -- | -- | -- |
| Інтернаціонале | 6 | 3 | 3 | 0 | 6  | 2  | +4 | 12 |
| Дніпро         | 6 | 2 | 1 | 3 | 4  | 5  | −1 | 7  |
| Карабах        | 6 | 1 | 3 | 2 | 3  | 5  | −2 | 6  |
| Сент-Етьєн     | 6 | 0 | 5 | 1 | 2  | 3  | −1 | 5  |

| Команда  | І | В | Н | П | ЗМ | ПМ | РМ | О  |
| -------- | - | - | - | - | -- | -- | -- | -- |
| Феєнорд  | 6 | 4 | 0 | 2 | 10 | 6  | +4 | 12 |
| Севілья  | 6 | 3 | 2 | 1 | 8  | 5  | +3 | 11 |
| Рієка    | 6 | 2 | 1 | 3 | 7  | 8  | −1 | 7  |
| Стандард | 6 | 1 | 1 | 4 | 4  | 10 | −6 | 4  |

## Перед матчем

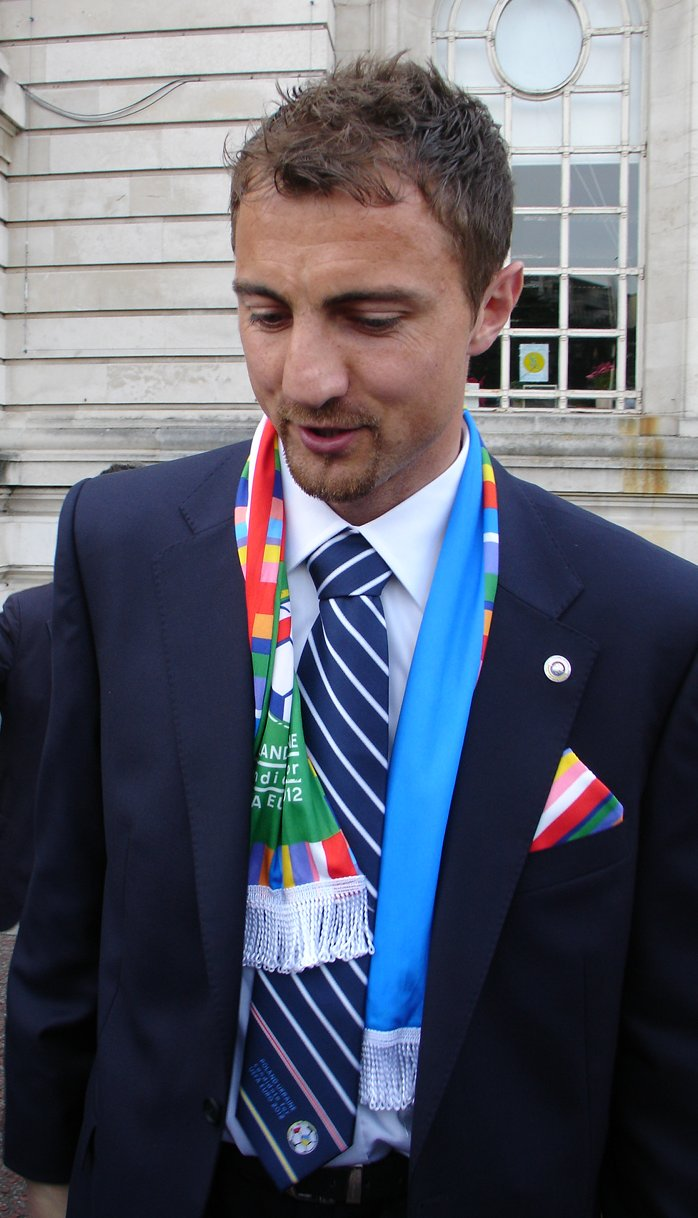
Єжи Дудек був названий послом фіналу

### Посол
Колишній воротар збірної Польщі Єжи Дудек, який виграв Лігу Чемпіонів у складі «Ліверпуля» в 2005 році, був названий послом фіналу.

### Логотип
29 серпня 2014 року УЄФА представив концепцію візуального оформлення фіналу.

### Квитки
На стадіон місткістю 56 000 глядачів розраховано 44 000 квитків, які були доступні для уболівальників і широкої громадськості. Кожна з двох команд-фіналістів отримала по 9 500 квитків, а інші 25 000 були доступні для продажу прихильникам по всьому світу за допомогою сайту UEFA.com з 26 лютого по 25 березня 2015 року в чотирьох цінових категоріях: 130€, 90€, 65€ та 40€.

## Матч

### Форма
На прохання президента клубу Хосе Кастро, «Севілья» вирішила вдягти спеціально виготовлений для цієї зустрічі комплект форми. Крім традиційного червоного кольору, на футболку повернулася емблема клубу, виконана у формі щита, а на грудях — пам'ятний напис про варшавський фінал.

### Подробиці
| 27 травня 2015 20:45 CEST |

| «Дніпро»              | 2–3      | «Севілья»                    |
| --------------------- | -------- | ---------------------------- |
| Калинич 7' Ротань 44' | Протокол | Крихов'як 28' Бакка 31', 73' |

| «Національний стадіон», Варшава Глядачів: 45 000 Арбітр: Мартін Аткінсон (Англія) |

| «Дніпро» | «Севілья» |

|                |    |                   |       |     |
|                |    |                   |       |     |
| ВР             | 71 | Денис Бойко       |       |     |
| ЗХ             | 44 | Артем Федецький   |       |     |
| ЗХ             | 23 | Дуглас            |       |     |
| ЗХ             | 14 | Євген Чеберячко   |       |     |
| ЗХ             | 12 | Лео Матос         | 83'   |     |
| ПЗ             | 7  | Джаба Канкава     | 17'   | 85' |
| ПЗ             | 25 | Валерій Федорчук  |       | 68' |
| ПЗ             | 99 | Матеус            |       |     |
| ПЗ             | 29 | Руслан Ротань (к) | 75'   |     |
| ПЗ             | 10 | Євген Коноплянка  |       |     |
| НП             | 9  | Никола Калинич    | 45+2' | 78' |
| Заміни:        |    |                   |       |     |
| ВР             | 16 | Ян Лаштувка       |       |     |
| ЗХ             | 2  | Александру Влад   |       |     |
| ПЗ             | 19 | Роман Безус       | 70'   | 68' |
| ПЗ             | 20 | Бруну Гама        |       |     |
| ПЗ             | 24 | Валерій Лучкевич  |       |     |
| ПЗ             | 28 | Євген Шахов       |       | 85' |
| НП             | 11 | Євген Селезньов   |       | 78' |
| Тренер:        |    |                   |       |     |
| Мирон Маркевич |    |                   |       |     |

|            |    |                       |       |     |
|            |    |                       |       |     |
| ВР         | 29 | Серхіо Ріко           |       |     |
| ЗХ         | 22 | Алейс Відаль          |       |     |
| ЗХ         | 6  | Даніел Каррісу        | 62'   |     |
| ЗХ         | 15 | Тімоте Колодзейчак    |       |     |
| ЗХ         | 2  | Бенуа Тремулінас      |       |     |
| ПЗ         | 25 | Стефан Мбіа           |       |     |
| ПЗ         | 4  | Гжегож Крихов'як      | 45+2' |     |
| ПЗ         | 10 | Хосе Антоніо Реєс (к) |       | 58' |
| ПЗ         | 19 | Евер Банега           |       | 89' |
| ПЗ         | 20 | Вітоліо               |       |     |
| НП         | 9  | Карлос Бакка          | 74'   | 82' |
| Заміни:    |    |                       |       |     |
| ВР         | 13 | Бету                  |       |     |
| ЗХ         | 3  | Фернандо Наварро      |       |     |
| ЗХ         | 5  | Діогу Фігейраш        |       |     |
| ЗХ         | 23 | Коке                  |       | 58' |
| ПЗ         | 12 | Вісенте Іборра        |       | 89' |
| ПЗ         | 17 | Деніс Суарес          |       |     |
| НП         | 7  | Кевін Гамейро         |       | 82' |
| Тренер:    |    |                       |       |     |
| Унаї Емері |    |                       |       |     |

| Помічники арбітра: Майкл Маллеркі (Англія) Стівен Чайлд (Англія) Четвертий арбітр: Павел Краловець (Чехія) Додаткові помічники арбітра: Ентоні Тейлор (Англія) Андре Маррінер (Англія) Резервний додатковий помічник: Джейк Коллін (Англія) | Регламент - 90 хвилин. - 30 хвилин додаткового часу за необхідності. - Серія післяматчевих пенальті за необхідності. - Сім гравців на заміні. - Максимум три заміни. |